# Goniopteroloba zalska
Goniopteroloba zalska là một loài bướm đêm trong họ Geometridae.